# Читанава, Лена Константиновна
Лена Константиновна Читанава (1906 год, село Ахалсопели, Зугдидский уезд, Российская империя — неизвестно, село Ахалсопели, Зугдидский район, Грузинская ССР) — звеньевая колхоза имени Берия Ахалсопельского сельсовета Зугдидского района, Грузинская ССР. Герой Социалистического Труда (1949).

## Биография
Родилась в 1906 году в крестьянской семье в селе Ахалсопели Зугдидского района (сегодня — Зугдидский муниципалитет). Окончила местную начальную школу. Трудилась рядовой колхозницей на чайной плантации в колхозе имени Берия Зугдидского района (с 1953 года — колхоз имени Ленина), которым руководил Антимоз Рогава. В послевоенные годы возглавляла звено чаеводов.
В 1948 году звено под её руководством собрало 10426 килограмм сортового зелёного чайного листа на участке площадью 2 гектара. Эти трудовые достижения стали одними из самых высоких показателей среди чаеводов Грузинской ССР в 1948 году (самые высокие были у звена Этери Ногайдели — 11474 килограмма). Указом Президиума Верховного Совета СССР от 29 августа 1949 года удостоена звания Героя Социалистического Труда за «получение высоких урожаев сортового зелёного чайного листа и цитрусовых плодов в 1948 году» с вручением ордена Ленина и золотой медали «Серп и Молот» (№ 4616).
Этим же Указом званием Героя Социалистического Труда были также награждены 16 тружеников колхоза имени Берия Зугдидского района: бригадиры Партен Михайлович Кадария, Владимир Михайлович Макацария, Амбако Спиридонович Рогава, звеньевые Ариадна Джуруевна Купуния, Ольга Филипповна Купуния, Хута Григорьевна Купуния, Венера Давидовна Ломая, Мария Гудуевна Макацария, Хута Герасимовна Хвингия, колхозницы Валентина Николаевна Джоджуа, Паша Несторовна Джоджуа, Ольга Павловна Кантария, Надя Платоновна Пония, Ивлита Тарасовна Хасия, Лена Герасимовна Хвингия, Валентина Акакиевна Шаматава.
За выдающиеся трудовые достижения по итогам работы в 1949 и 1950 годах дважды награждалась Орденом Ленина.
После выхода на пенсию проживала в родном селе Ахалсопели Зугдидского района. С 1968 года — персональный пенсионер союзного значения. Дата смерти не установлена (после 1973 года).
Награды
- Герой Социалистического Труда
- Орден Ленина — трижды (1949; 19.07.1950; 01.09.1951)